# Gedächtnisstörung
Gedächtnisstörungen sind Beeinträchtigungen der Merk- und Erinnerungsfähigkeit. Sie werden auch häufig als Amnesie bezeichnet (von griechisch mnesis = Erinnerung), die Bezeichnung Dysmnesie ist dagegen eher ungebräuchlich. Betroffen sind so genannte deklarative Gedächtnisinhalte, das heißt aufzählbare, beschreibbare oder vorstellbare und bewusstseinsfähige Informationen.
Je nach Art der Störung des Gedächtnisses können sie episodische, autobiographische, semantische, verbale oder visuo-räumliche Gedächtnisinhalte betreffen. Die Gedächtnisinhalte des deklarativen Gedächtnisses bestehen nicht aus konkreten Wahrnehmungsinhalten, sondern sind bereits eine multimodale Abstraktion davon. Daher gibt es z. B. auch keine spezifisch visuellen, auditiven oder taktilen Gedächtnisstörungen.
Im klinischen Bereich unterscheidet man zwischen anterograden, retrograden, semantischen und dissoziativen Gedächtnisstörungen.

## Ausprägungen

### Anterograde Gedächtnisstörung
Sie ist die häufigste und bedeutsamste Form einer Gedächtnisstörung. Dabei sind der Erwerb und der Abruf neuer deklarativer Informationen betroffen. Patienten mit einer anterograden Gedächtnisstörung haben z. B. Probleme, sich Tagesereignisse, Aufträge, Personennamen oder neues Sachwissen zu merken. In kurzer Zeit haben sie alles vergessen. Anterograde Gedächtnisstörung treten bei sehr vielen zerebralen neurologischen und psychiatrischen Erkrankungen auf. Unter anderem bei Schädel-Hirn-Traumen, bei Durchblutungsstörungen des Gehirns, bei Schlaganfällen, bei Hypoxien oder bei entzündlichen Erkrankungen des Gehirns. Bereits in der Frühphase einer Demenz findet man schwere anterograde Gedächtnisstörungen. Auch bei den häufigsten psychiatrischen Erkrankungen wie Depression, Schizophrenie oder Alkoholabhängigkeit treten anterograde Gedächtnisstörungen auf.
Ursachen für eine anterograde Gedächtnisstörung sind vor allem diffuse oder lokale Läsionen im Bereich des erweiterten hippocampalen Systems mit der Folge einer verminderten Langzeitpotenzierung durch den Hippocampus und einer mangelhaften Verknüpfung neuer Informationen mit bereits bestehenden Gedächtnisstrukturen.
Anterograde Gedächtnisstörungen gibt es in jedem Schweregrad, von leichten bis hin zu schwersten Gedächtnisstörungen. Schwere anterograde Gedächtnisstörungen bezeichnet man nach ICD-10 als amnestisches Syndrom.
Ein exakter Nachweis des Schweregrades ist nur mit Hilfe eines standardisierten neuropsychologischen Tests, z. B. mit dem Berliner Amnesietest oder der Wechsler Memory Scale, möglich.

### Retrograde Gedächtnisstörung
Als retrograde Gedächtnisstörung wird die Unfähigkeit bezeichnet, sich an Gedächtnisinhalte zu erinnern, an die sich nachweislich vor einer Erkrankung sicher erinnert werden konnte. Sie betrifft im Unterschied zur anterograden Gedächtnisstörung Gedächtnisinhalte, die vor dem Erkrankungszeitpunkt schon bestanden und an die sich sicher erinnert werden konnte. Bereits Ribot berichtete 1882, dass es bei der retrograden Gedächtnisstörung einen Zeitgradienten gibt. Das Neue sterbe vor dem Alten, schrieb er, d. h. je näher ein gespeichertes Ereignis am Erkrankungszeitpunkt liegt, desto größer ist die Wahrscheinlichkeit, dass es bei einer retrograden Gedächtnisstörung nicht mehr wiedergegeben werden kann. Die retrograde Gedächtnisstörung kann Wochen, Monate, Jahre und in besonders schweren Fällen auch Jahrzehnte vom Erkrankungszeitpunkt zurückreichen. Der Patient kann dadurch wesentliche Anteile seines Ich-Bewusstseins verlieren, er wird aber nicht seine komplette Identität vergessen. Insbesondere kann er sich an semantische Anteile des autobiographischen Gedächtnisses, also z. B. Name und Geburtsdatum, erinnern, während z. B. er sein aktuelles Alter vergessen hat. Bei der retrograden Amnesie sind vor allem episodische und damit auch autobiographische Informationen betroffen, z. B. die letzte Urlaubsreise, das Alter der Kinder, die eigene Eheschließung oder Scheidung usw., während allgemeines, berufliches und begriffliches Wissen meistens vollkommen erhalten ist.
Die retrograde Gedächtnisstörung ist keine Störung der Konsolidierung, sondern der Erinnerungsfähigkeit an zuvor konsolidierte Gedächtnisinhalte. Auch Erinnerungslücken infolge eingeschränkter Bewusstseinszustände haben nichts mit einer retrograden Gedächtnisstörung zu tun, da ja während dieser Zeit gar keine Gedächtnisinhalte erworben werden konnten.

### Semantische Gedächtnisstörungen
Bei dieser Form der Gedächtnisstörungen sind langzeitig gespeicherte semantische Gedächtnisinhalte betroffen. Dazu gehören u. a. das allgemeine Wissen, das berufliche Fachwissen, Wortbedeutungen und begriffliche Beziehungen, nicht aber episodische oder autobiographische Gedächtnisinhalte. Die Störungen treten vor allem nach Läsionen des Temporallappens auf und beziehen sich in der Regel nur auf partielle Bereiche des semantischen Gedächtnisses, während andere erhalten sind. Im Spätstadium degenerativer hirnorganischer Erkrankungen, z. B. bei der Alzheimer-Demenz, können sie aber nach und nach auch das gesamte semantische Wissen umfassen.

### Dissoziative Gedächtnisstörung
Im Unterschied zu den anterograden, retrograden oder semantischen Gedächtnisstörungen ist die dissoziative Gedächtnisstörung psychisch bedingt. Sie wird manchmal als retrograde Gedächtnisstörung fehldiagnostiziert, obwohl sie Besonderheiten aufweist, die bei einer retrograden Gedächtnisstörung nicht vorkommen. Dazu zählen:
1. Es liegt ein Erinnerungsverlust für meist wichtige persönliche Informationen vor, der eventuell durch ein psychisch sehr belastendes Ereignis ausgelöst wurde, z. B. ein traumatisches Geschehen, ohne dass der typische Zeitgradient einer retrograden Gedächtnisstörung nachweisbar ist.
2. Die Erinnerungslücken sind nicht konstant, sondern tages- oder untersucherabhängig.
3. Auch ein völliger Identitätsverlust, der semantisch autobiographische Informationen mit einbezieht, wobei der Patient sich z. B. an seinen Namen, sein Geburtsdatum und seine Herkunft nicht erinnert oder angibt, sein gesamtes biographisches Wissen vergessen zu haben, weist auf eine dissoziative Gedächtnisstörung hin (vgl. auch ICD-10: F44.0).
4. Kann man eine anterograde Gedächtnisstörung ausschließen, was mit Hilfe eines neuropsychologischen Tests (siehe oben) relativ einfach ist, so spricht das für eine dissoziative Gedächtnisstörung.

Die dissoziative Gedächtnisstörung ist recht selten und tritt meistens im mittleren Lebensalter auf. Auch eine Störung des semantischen Gedächtnisses kommt relativ selten vor. Die mit Abstand häufigste und wichtigste Form ist die anterograde Gedächtnisstörung. Retrograde Gedächtnisstörungen werden in der Regel nur im Zusammenhang mit schweren anterograden Gedächtnisstörungen beobachtet.